# Mickaël Dogbé
Mickaël Dodji Dogbé (ur. 28 listopada 1976 w Paryżu) – togijski piłkarz grający na pozycji napastnika.

## Kariera klubowa
Dogbé urodził się w Paryżu w rodzinie pochodzenia togijskiego. Karierę piłkarską rozpoczął w amatorskim CS Brétigny-sur-Orge. Następnie w 2000 roku przeszedł do Grenoble Foot 38, grającego w trzeciej lidze francuskiej. W 2001 roku awansował z nim do Ligue 2, a w 2002 roku odszedł do AS Saint-Étienne. W 2004 roku awansował z Saint-Étienne do Ligue 1, ale po sezonie odszedł do trzecioligowego FC Rouen.
Od 2005 roku Dogbé zaczął występować w Zjednoczonych Emiratach Arabskich. W sezonie 2005/2006 grał w Bani Yas Club, a następnie odszedł do Al-Nasr Dubaj. Z kolei w sezonie 2007/2008 występował w Al-Fujairah SC, z którego na początku 2008 roku został wypożyczony do US Boulogne.
W połowie 2008 roku Dogbé przeszedł do egipskiego Tala’ea El-Gaish SC. Następnie grał w Haras El-Hodood SC, US Fleury-Mérogis, Linas-Montlhéry ESA i FC Vevey Sports 05.

## Kariera reprezentacyjna
W reprezentacji Togo Dogbé zadebiutował w 2001 roku. W 2002 roku był podstawowym zawodnikiem podczas Pucharu Narodów Afryki 2002 i wystąpił na nim w 3 spotkaniach: z Wybrzeżem Kości Słoniowej (0:0), z Demokratyczną Republiką Konga (0:0) i z Kamerunem (0:3). W 2006 roku został powołany do kadry Togo na Puchar Narodów Afryki 2006. Na tym turnieju wystąpił w jednym meczu, z DR Konga (0:2).